# Pteremis unica
Pteremis unica är en tvåvingeart som först beskrevs av Arnold Spuler 1924.  Pteremis unica ingår i släktet Pteremis och familjen hoppflugor. Inga underarter finns listade i Catalogue of Life.